# Quatro

O quatro (4) é o número natural que sucede o três e antecede o cinco.

## Etimologia
Do galego-português medieval quatro e este do latim  quattuor, do proto-itálico *kʷettwōr, que vem da raiz do Proto-Indo-Europeu *kʷetwóres (quatro), o modo como os humanos de 5 mil anos atrás se referiam às *kʷturyós~kʷetwortos (quatro [patas]) de um  *kʷetwor-pod- (animal).
De *kʷetwóres (quatro) surgiu uma enormidade de descendentes suas, como por exemplo quadrúmano, “o que tem quatro mãos”, feito em conjunto com o Latim manus, “mão”; quadrifólio, “o que tem quatro folhas”, com o Latim folia, “folha”. Também está o quadro, que assim se chama por ter quatro lados, o mesmo acontecendo com o quadrado e as quadras da cidade. E a quadrilha, que agora pode ter qualquer número de pessoas, mas que começou como um grupo de quatro malfeitores, talvez porque eles achavam uma trinca muito pouca gente para os atos malvados e uma quintilha gente demais para repartir os lucros. Um quarteto, em música, é uma composição feita para apenas quatro executantes. E os soldados se reúnem no quartel, que veio do Latim quartarius, “a quarta parte”, usado para designar uma parte ou distrito de uma cidade; mais tarde, esse termo passou a designar “alojamento militar”. Existe um tipo de malária chamado quartã porque as crises febris se dão a cada quatro dias. Caderno, que vem de quaternus, “de quatro em quatro”, porque para se fazer um se tomava uma folha padrão do tamanho chamado in-fólio, que era dobrada quatro vezes. Atualmente os cadernos nem sempre seguem esse tamanho, mas a origem foi essa. E há uma palavra que é menos parecida mas que tem a mesma antepassada: é xadrez, o jogo. O qual, por sua vez, originou o nome do padrão de tecido. O nome original desse jogo, em Sânscrito, é chaturanga, onde chatur quer dizer “quatro” – é um antepassado do quattuor latino – e anga era o nome das partes em que se dividia o exército da Índia: infantaria, cavalaria, carros de guerra e elefantes. A mudança foi grande; é que esse nome passou a chatrang em Persa, a chatranj em Árabe, depois, na Península Ibérica, virou ajedrez em Espanhol e xadrez em Português. Também a quaresma, os 40 dias entre o Carnaval e a Páscoa, vem do Latim quadragésima, “período de 40 dias”. As folhas de tamanho A4, se chamam assim porque representam o tamanho de uma folha A-zero dobrada pela metade 4 vezes. Existe essa folha grande. Ela tem um metro quadrado, e a divisão da sua altura pela sua largura é exatamente igual à raiz quadrada de 2, o que permite padronizar os diversos tamanhos resultantes dela pela simples divisão de cada um deles pelo meio

## Simbologia
O Tetragrama é o nome sagrado de quatro letras da Santíssima Trindade; Profeta Ezequiel tem uma visão de quatro seres viventes (homem, leão, boi, águia); as quatro matriarcas dos judeus são Sara, Rebeca, Lia e Raquel; quatro são os Evangelhos da Igreja católica; quatro são os Cavaleiros do Apocalipse.

## Propriedades matemáticas
- É o primeiro número composto, sendo os seus divisores próprios o 1 e o 2.[2] Como a soma dos seus divisores é 3 < 4, trata-se de um número defectivo. O número composto seguinte é o 6.
- É um número altamente composto.
- É um número de Harshad completo.
- É o quadrado de dois.
- É um número de Smith.
- Um número é divisível por 4 se e só se os seus dois últimos algarismos correspondem a um número divisível por 4.[3]

- Pode ser escrito de forma única como a soma de dois números primos: {\displaystyle 4=2+2\,}. Veja conjectura de Goldbach.

## Curiosidade
O número quatro no Japão (shi) é considerado o número do azar, já que sua pronuncia se assemelha com a da palavra "morte". Por conta da superstição, os japoneses evitam usar o número em telefones celulares, andares de edifícios e em placas de carro. Também passou a ser utilizada uma nova palavra (yon) para representar o quatro.